# Максимилиан фон Лихтенщайн-Кастелкорн
Максимилиан фон Лихтенщайн-Кастелкорн (на немски: Maximilian Graf von Lichtenstein-Castelcorn; * 1611, Глац в Полша; † 1675) е граф на Лихтенщайн-Кастелкорн.

## Произход
Той е син на императорския генерал граф Филип Рудолф фон Лихтенщайн-Кастелкорн, хауптман на Глац, и съпругата му Клара Винтлер фон Рункелщайн.
Максимилиан е племенник на Кристоф Паул (1604 – 1648), императорски кемерер и дворцов майстер в Елзас, хауптман в Моравия, и наследява собствености в Елзас. През 1640 г. той наследява и Инколат в Моравия, а през 1663 г. графската титла.

## Фамилия
Максимилиан фон Лихтенщайн-Кастелкорн се жени ок. 1645 г. за Цецилия Радегундис фон Бемелберг-Хоенбург (* ок. 1622; † 1664, замък Бург Шена, Тирол), най-малката дъщеря на фрайхер Конрад XII фон Бемелберг-Хоенбург (1578 – 1626) и Анна Констанция фон Фюрстенберг-Хайлигенберг, ландграфиня на Баар (1577 – 1659). Те имат двама сина:
- Максимилиан Адам фон Лихтенщайн-Кастелкорн († 1709), каноник, домхер в Олмюц и Залцбург, пропст в Брюн
- Франц Карл фон Лихтенщайн-Кастелкорн (* 1 юни 1648, дворец Шена; † 14 юни 1723, Хертлингсвалде), граф, императорски съветник, женен 1676 г. за Катарина Флорентина Каролина фон Павловск, фрайин фон Павловиц, наследничка на Хертлингсвалде (1650 – сл. 1707); родители на:
  - Якоб Ернст фон Лихтенщайн-Кастелкорн (* 14 февруари 1690; † 12 юни 1747), епископ на Зекау (1728 – 1738), княжески епископ на Олмюц (1738 – 1745) и княжески архиепископ на Залцбург (1745 – 1747).